# آي جي بورت
آي جي بورت ( (株式会社IGポート Kabushiki-gaisha Ai Jī Pōto)  هي شركة قابضة يابانية، تأسست في 1 ديسمبر 2007، نتيجة من الاندماج بين الشركات القابضة اليابانية من إنتاج إستوديو أنمي برودكشن آي جي  و مجلة  ماغ غاردين الناشرة للمانغا.

## وصلات خارجية
- آي جي بورت الموقع الرسمي (باليابانية)